# Rudolf Fonkoué
Rudolf Fonkoué (...) è un allenatore di football americano francese, capo allenatore della nazionale svizzera.